# Dilara Kurtulmuş
Dilara Kurtulmuş (* 12. Mai 1998 in Österreich) ist eine türkische Schauspielerin.

## Leben und Karriere
Kurtulmuş wurde am 12. Mai 1998 in Österreich geboren. Im Alter von zwei Jahren zog sie mit ihrer Familie in die Türkei. Danach studierte sie an der Haliç Üniversitesi. Ihr Debüt gab sie 2002 in der Fernsehserie Anne Babamla Evlensene. Danach trat sie 2003 in Hayat Bilgisi auf. Von 2006 bis 2009 bekam Kurtulmuş in der Serie  Selena die Hauptrolle. Anschließend war sie 2009 in Nefes zu sehen. 2011 spielte sie in der Serie Nuri mit.

## Filmografie
Filme
- 2009: Çınar

Serien
- 2002: Anne Babamla Evlensene
- 2003: Hayat Bilgisi
- 2004: Bir Dilim Aşk Akasya
- 2005: Kadının Sessizliği
- 2006–2009: Selena
- 2009: Nefes
- 2011: Nuri